# Azy (Cher)
Azy is een gemeente in het Franse departement Cher (regio Centre-Val de Loire) en telt 439 inwoners (1999). De plaats maakt deel uit van het arrondissement Bourges.

## Geografie
De oppervlakte van Azy bedraagt 27,5 km², de bevolkingsdichtheid is 16,0 inwoners per km².
De onderstaande kaart toont de ligging van Azy (Cher) met de belangrijkste infrastructuur en aangrenzende gemeenten.

## Demografie
Onderstaande figuur toont het verloop van het inwonertal (bron: INSEE-tellingen).